# Puchar Świata w narciarstwie alpejskim 1990/1991
Sezon 1990/1991 Pucharu Świata w narciarstwie alpejskim rozpoczął się 8 sierpnia 1990 w nowozelandzkim Mount Hutt (mężczyźni) i 1 grudnia 1990 we włoskim Val Zoldana (kobiety), a zakończył 24 marca 1991 w amerykańskim Waterville Valley. Była to 25. edycja pucharowej rywalizacji. Rozegrano 30 konkurencji dla kobiet (9 zjazdów, 6 slalomów gigantów, 5 supergigantów, 8 slalomów specjalnych w tym 1 równoległy, oraz 2 kombinacje) i 29 konkurencji dla mężczyzn (8 zjazdów, 7 slalomów gigantów, 3 supergiganty, 10 slalomów specjalnych w tym 1 równoległy, oraz 1 kombinację).
Puchar Narodów (łącznie) zdobyła reprezentacja Austrii, wyprzedzając Szwajcarię i Niemcy.

## Puchar Świata w narciarstwie alpejskim kobiet
Wśród kobiet najlepszą zawodniczką okazała się Austriaczka Petra Kronberger, która zdobyła 312 punktów, wyprzedzając swoją rodaczkę Sabine Ginther i reprezentantkę Szwajcarii Vreni Schneider.
W poszczególnych klasyfikacjach tryumfowały:
- Chantal Bournissen – zjazd
- Petra Kronberger – slalom
- Vreni Schneider – slalom gigant
- Carole Merle – supergigant
- Sabine Ginther i  Florence Masnada – kombinacja

## Puchar Świata w narciarstwie alpejskim mężczyzn
Wśród mężczyzn najlepszym zawodnikiem okazał się reprezentant Luksemburga Marc Girardelli, który zdobył 242 punkty, wyprzedzając Włocha Alberto Tombę i Austriaka Rudolfa Nierlicha.
W poszczególnych klasyfikacjach tryumfowali:
- Franz Heinzer – zjazd
- Marc Girardelli – slalom
- Alberto Tomba – slalom gigant
- Franz Heinzer – supergigant
- Marc Girardelli – kombinacja

## Puchar Narodów (kobiety + mężczyźni)
- 1.  Austria – 2313 pkt
- 2.  Szwajcaria – 1233 pkt
- 3.  Niemcy – 752 pkt
- 4.  Norwegia – 676 pkt
- 5.  Francja – 556 pkt